# 芹河镇
芹河镇，是中华人民共和国陕西省榆林市榆阳区下辖的一个乡镇级行政单位。
2015年，陕西省民政厅批复同意撤销芹河乡，设立芹河镇。

## 行政区划
芹河镇下辖以下地区：
谷地峁村、水掌村、纪小滩村、红墩村、郑滩村、张滩村、黄沙七墩村、马家峁村、思家海则村、莽坑村、天娥海则村、长城则村、阿达汗村、酸梨海子村、前湾滩村和长海则村。